# Christmas (Baby Please Come Home)
Christmas (Baby Please Come Home)  è una canzone natalizia scritta da Phil Spector, Ellie Greenwich e Jeff Barry ed incisa originariamente nel 1963 da Darlene Love. Il brano fu incluso nella compilation A Christmas Gift for You from Philles Records (conosciuta anche come A Christmas Gift for You from Phil Spector)..
Il brano, che inizialmente ricevette un'accoglienza tiepida, è diventato in seguito uno "standard" natalizio ed è stato inciso e/o eseguito da numerosi altri interpreti.

## Testo
Il testo tratta un tema sfruttato da numerose altre canzoni natalizie (es. I'll Be Home for Christmas, Please Come Home for Christmas, ecc.), ovvero quello del ritorno a casa per le feste di se stessi o - come in questo caso - di una persona cara.
Alla protagonista della canzone sembra infatti che – nonostante si sentano dei bambini intonare canti natalizi quali Deck the Halls - non sia davvero Natale finché la persona amata è ancora lontana.

## La versione originale di Darlene Love
Il brano inizialmente doveva essere affidato a Ronnie Spector, voce del girl group The Ronettes.
Christmas (Baby Please Come Home) fu l'unico brano originale inserito nella compilation natalizia A Christmas Gift for You from Philles Records. Contemporaneamente all'uscita di quell'album, uscì anche il singolo della Love, che presentava come Lato B il brano Harry and Milt Meet Hal B.
Sia l'album che il singolo, entrambi prodotti da Phil Spector, furono però penalizzati in termini di vendite dal fatto di essere usciti lo stesso giorno in cui fu assassinato il presidente degli Stati Uniti John Fitzgerald Kennedy.
Così, poco dopo Natale, la Love fu convinta da Spector ad incidere una nuova versione del brano, con un testo differente e il cui titolo fu cambiato in Johnny Please Come Home.

### Tracce
1. Christmas (Baby Please Come Home) - 2:30
2. Harry and Milt Meet Hal B. - 2:00

### Classifiche
| Classifica (2019-21) | Posizione massima |
| -------------------- | ----------------- |
| Canada               | 36                |
| Regno Unito          | 22                |
| Stati Uniti          | 16                |
| Svizzera             | 44                |

## Cover
Tra gli artisti che hanno inciso una cover del brano, figurano (in ordine alfabetico):
- Annalisa (singolo tratto dall'album E poi siamo finiti nel vortice (Amazon Music Edition) del 2023)[13]
- Jon Bon Jovi (1999)
- Mariah Carey (nell'album Merry Christmas del 1994)
- U2 (nell'album A Very Special Christmas del 1987)[14]